# Lucia Cammarano
Lucia Cammarano (Benevento, 27 luglio 1992) è una rugbista a 15 italiana, tallonatrice delle aquilane Belve Neroverdi.

## Biografia
Proveniente da una famiglia di Apice, si formò rugbisticamente nelle file del Benevento e si mise in luce a livello nazionale già a 17 anni quando fu convocata per un raduno federale Under-19.
Si trasferì in Lombardia per studio presso il Politecnico di Milano e fu ingaggiata dal Monza con cui vinse il campionato 2013-14; in quello stesso anno fu inclusa nella rosa italiana al Sei Nazioni nel corso del quale esordì a livello internazionale.
Nel 2015 e 2016 fece parte della squadra che guadagnò la qualificazione alla Coppa del Mondo di rugby femminile 2017 in Irlanda alla quale prese parte: nella prima partita del torneo contro gli Stati Uniti, pochi minuti dopo avere marcato una meta, Cammarano subì la frattura di tibia e perone, incidente che ne causò l'indisponibilità per virtualmente tutta la stagione 2017-18 avendo ricevuto una diagnosi dai sei agli otto mesi per il recupero completo.
Dopo un'intera stagione di inattività si trasferì nella formazione aquilana delle Belve Neroverdi per il campionato 2018-19; è tornata in nazionale in occasione del Sei Nazioni 2019, chiuso dall'Italia al secondo posto assoluto.

## Palmarès
- Campionati italiani: 1
Monza: 2013-14